# Наниев, Пётр Ерастович
Пётр Ера́стиевич На́ниев (осет. Наниты Ерасты фырт Пётр; род. 30 января 1961, Хумалаг, Северо-Осетинская АССР) — советский борец вольного стиля, чемпион мира, чемпион Европы и СССР. Заслуженный мастер спорта СССР по вольной борьбе (1983).

## Биография
Родился в селении Хумалаг Правобережного района Северной Осетии — Алании в осетинской семье. Вольной борьбой стал заниматься в 14 лет и через 3 года стал мастером спорта СССР. Тренировался в Санкт-Петербургском государственном университете экономики и финансов СК «Грифон». Боролся в весовой категории 90 кг. В 80-х годах был лучшим в своем весе. В 1981 году был включен в мужскую сборную команду СССР по вольной борьбе. В 1982 году стал бронзовым призёром Европы. В 1983 году стал чемпионом мира и Европы, а также чемпионом СССР и чемпионом Спартакиады народов СССР. В 1984 году стал бронзовым призёром чемпионата СССР в Красноярске.
Тренировался Пётр у Исрафила Цомартова. По состоянию здоровья прекратил тренировки в 1985 году.
Позже — управляющий собственной компанией в Санкт-Петербурге.

## Спортивные достижения
- Чемпион мира в Киеве (1983)
- Чемпион Европы в Будапеште (1983)
- Чемпион СССР в Москве (1983)
- Чемпион Спартакиады народов СССР (1983)